# Takhir Khan
Pel kan Tagir Khan de Khivà, vegeu Takhir Khan (Khivà)
Takhir Khan (a vegades Tahir Khan) fou kan dels kazakhs. Es diu que era germà de Mimaix Khan, i sembla fora de dubte que el seu pare fou Yadik Khan (germà de Kasim Khan). Va governar uns deu anys del 1523 al 1533.
Després de negociar a través de missatgers amb el kan de Mogolistan, Mansur Khan ibn Ahmad (governava a Turfan i va morir el 1545) el va anar a veure personalment i es va emportar amb ell a Sultana Nigar Khanum. Al kan li va agradar però degut a la seva avançada edat i a que ella volia anar amb el fill del seu germà, Sultan Said Khan (1514-1533), va acceptar que dos així. Una filla de Khanum, es va casar amb el kan de Mogolistan Abd al-Rashid Khan I (1533-1560).
Les guerres havien fet baixar el nombre de kazakhs que havia arribat a un milió però ara havia baixat altre cop a 200.000 en els darrers anys (vers 1520-1530). Tagir va matar el seu germà Abu l-Kasim Sultan amb les seves pròpies mans i les tribus el van abandonar i es va quedar sol amb el seu fill, refugiant-se amb els quirguisos que també el van abandonar. Haydar diu que va morir miserablement entre els quirguisos. La confederació dels kazakhs s'havia desintegrat però encara uns trenta mil kazakhs es van poder reunir i van escollir com a cap al seu germà Buydash Khan.